# كريم نيدفيد
كريم وليد أو كما يُعرف بـكريم نيدفيد (ولد 8 أغسطس 1997) هو لاعب كرة قدم مصري يلعب حاليًا لصالح نادي فيوتشر على سبيل الإعارة من النادي الأهلي. هو نتاج قطاع الناشئين في النادي الأهلي، وتدرب مع الفريق الأول بالنادي مع المدير الفني الإسبانى جاريدو، وفي يناير 2015 أعير إلى فريق حرس الحدود لمدة 6 شهور. حاز على لقب «نيدفيد» بسبب التشابه بينه وبين اللاعب التشيكي بافل نيدفيد في الشكل ومركز العب.
على صعيد المنتخبات، ضمه المدير الفني حسام البدري إلى المنتخب الأولمبي المصري في تصفيات أفريقيا المؤهلة إلى دورة الألعاب الأولمبية في ريو دى جانيرو. واختاره المدير الفني معتمد جمال ضمن القائمة التي مثلت منتخب مصر في بطولة أفريقيا تحت 20 سنة عام 2017.

## إحصائيات مشاركاته
آخر تحديث في 3 يوليو 2018

### مع الأندية
| الفريق     | الموسم    | الدوري  | الدوري | الكأس   | الكأس | البطولات القارية | البطولات القارية | بطولات أخرى | بطولات أخرى | الإجمالي | الإجمالي |
| الفريق     | الموسم    | مشاركات | أهداف  | مشاركات | أهداف | مشاركات          | أهداف            | مشاركات     | أهداف       | مشاركات  | أهداف    |
| ---------- | --------- | ------- | ------ | ------- | ----- | ---------------- | ---------------- | ----------- | ----------- | -------- | -------- |
| حرس الحدود | 2014–2015 | 17      | 2      | 0       | 0     | —                | —                | —           | —           | 17       | 2        |
| حرس الحدود | الإجمالي  | 17      | 2      | 0       | 0     | —                | —                | —           | —           | 17       | 2        |
| وادي دجلة  | 2015–2016 | 20      | 1      | 0       | 0     | —                | —                | —           | —           | 20       | 1        |
| وادي دجلة  | الإجمالي  | 20      | 1      | 0       | 0     | —                | —                | —           | —           | 20       | 1        |
| الأهلي     | 2015–2016 | 0       | 0      | 1       | 0     | 2                | 0                | 1           | 0           | 4        | 0        |
| الأهلي     | 2016–2017 | 19      | 1      | 1       | 0     | 4                | 0                | 3           | 0           | 27       | 1        |
| الأهلي     | 2017–2018 | 9       | 1      | 0       | 0     | 1                | 0                | 0           | 0           | 10       | 1        |
| الأهلي     | الإجمالي  | 28      | 2      | 2       | 0     | 7                | 0                | 4           | 0           | 41       | 2        |

## روابط خارجية
- كريم نيدفيد على موقع قاعدة بيانات كرة القدم.إي يو (الإنجليزية)
- كريم نيدفيد على موقع Soccerway.com (الإنجليزية)